# Иванский, Роман Иванович
Роман Иванович Ива́нский (род. 1945) — советский баянист, лауреат Шевченковской премии, Народный артист Украины (1995), Заслуженный артист Украинской ССР (1987).

## Биография
Родился 1 января 1945 года в Киеве (ныне Украина). В 1967 году окончил КГК имени П. И. Чайковского (класс М. М. Гелиса). С 1979 года присоединился к «Явору» как аккомпаниатор, впоследствии художественный и музыкальный руководитель квартета.

## Творчество
- «Освободители» (слова Василия Ефимовича, музыка А. М. Пашкевича),
- «Ехал я из Берлина» (слова Л. И. Ошанина, музыка И. О. Дунаевского),
- «Сквозь века» (музыка А. И. Билаша, слова Д. В. Павлычко), популярные песни:
- А. Билаша «Два журавли», «Ель» (слова М. Н. Ткача),
- «Долиной туман течет», «Два цвета» (слова Д. В. Павлычко),
- «Цветут осенние тихие небеса» (слова А. С. Малышко), шуточные: «Все у меня наоборот», «Гандзя», «Гей видно село», «зеленая Дубрава», «Ехал казак за Дунай», «Неудачное ухаживание» (венок из гуцульских песен), «Ой, под вишней», «Ой чорна я си чорна», «По садочку хожу», «Вдову я любил», романсы Н. В. Лысенко «Когда расстаются двое» (слова Г. Гейне) и «Течет вода из-под явора» (слова Т. Г. Шевченко).

В 2006 году вышло из печати пособие «Осеннее золото. Оригинальные переложения песен украинских и российских композиторов для мужского вокального квартета. Учебное пособие для студентов высших учебных заведений».

## Награды и премии
- Заслуженный артист Украинской ССР (1987)
- Государственная премия УССР имени Т. Г. Шевченко (1985) — за концертные программы (1982—1984)
- Народный артист Украины (1995)[1]
- Орден «За заслуги» III степени  (1996)[2].